# Aleksa Jokić
Aleksa Jokic (Servisch: Алекса Јокић) (1950 - ) is een Servisch politicus.
Aleksa Jokic was van 1994 tot 1996 Prefect van het Kosovo District, de naam van Kosovo als Autonome Provincie Kosovo en Metohija (1990-1999) en tijdens het bestuur van de Interim Administration Mission in Kosovo van de Verenigde Naties (UNMIK), als oppositie tegen het VN-bestuur. Zijn voorganger was Miloš Simović en hij werd opgevolgd door Miloš Nesović.